# Casa Cazuffi
Casa Cazuffi è un palazzo del XVI secolo di Trento, in piazza del Duomo, attigua a Casa Rella. La facciata prospiciente la piazza è adorna di affreschi attribuiti al Fogolino che li realizzò tra il 1531 e il 1536. A ridosso della casa, sull'incrocio con via Belenzani, si trova la fontana dell'Aquila.

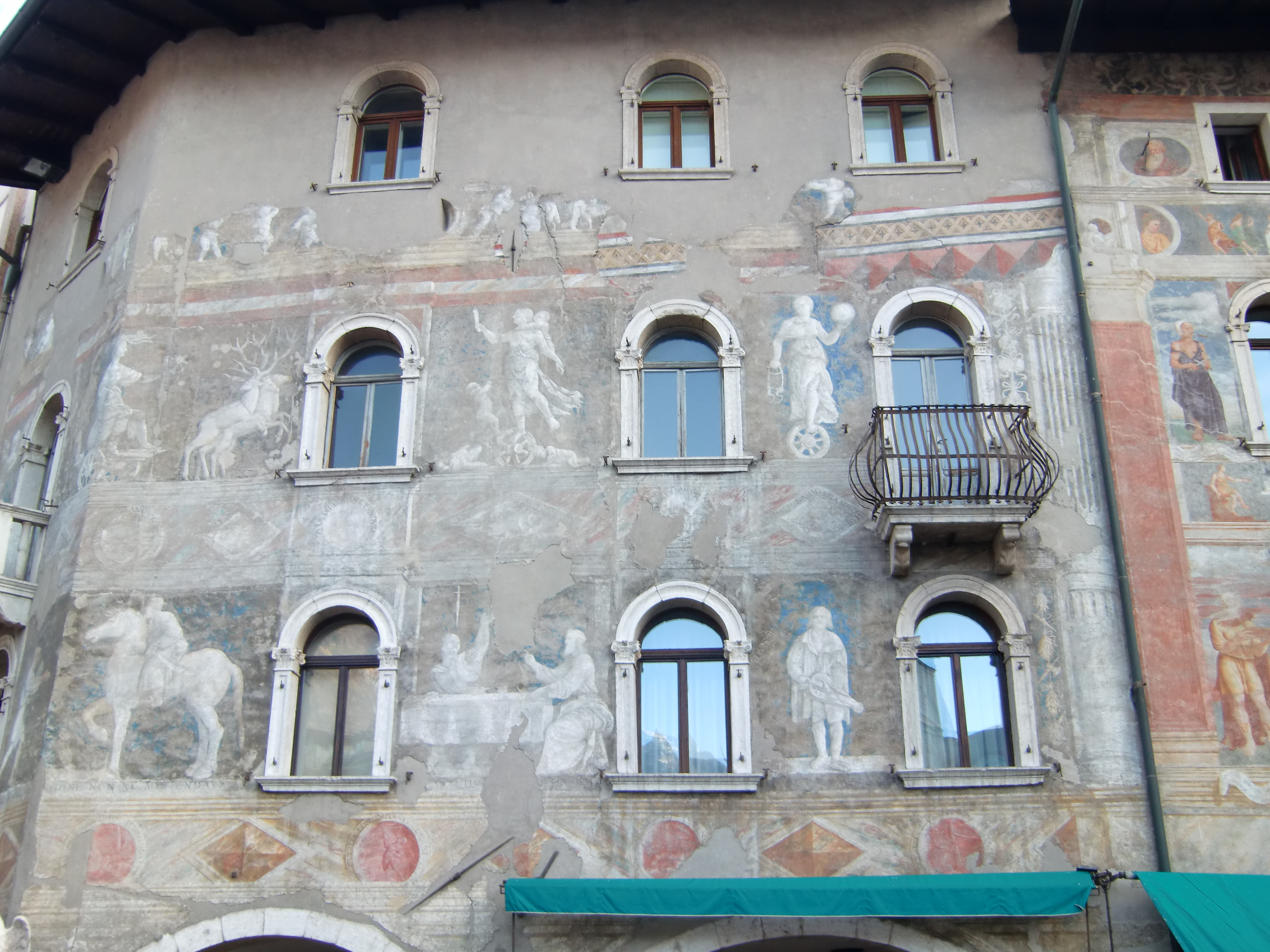
Casa Cazuffi

## Architettura
Il palazzo ha quattro piani. Il piano terra poggia su portico ad angolo con tre archi, che prosegue verso gli edifici adiacenti, tra cui l'attigua Casa Rella, mentre sulla sinistra si trova la chiesa dell'Annunziata. Gli altri tre piani hanno ciascuno quattro finestre ad arco, delle quali la prima e l'ultima del secondo piano si affacciano su un balconcino rispettivamente in pietra con colonnine e in ferro battuto.

## Affreschi
Gli affreschi di Casa Cazuffi sono disposti su tre fasce, corrispondenti ai tre piani superiori (non contando cioè il piano terra) dell'edificio. Marcello Fogolino eseguì la pittura sull'intonaco fresco, facendo in modo che il colore fosse assimilato e inglobato nell'intonaco durante il processo dell'asciugatura. Realizzò le figure bianco-grigie con la tecnica del chiaroscuro; per lo sfondo usò l'azzurrite, un minerale meno costoso rispetto al pigmento blu oltremare e che, a differenza di quest'ultimo, tende a polverizzarsi e non è dunque adatto per gli affreschi. Difatti, lo sfondo azzurro è in gran parte scomparso ed è ormai visibile solo in alcune aree della facciata.

### Prima fascia
Nella prima fascia, a sinistra, all'angolo con via Belenzani, si scorge una figura di un uomo coi piedi nel fuoco che dovrebbe rappresentare un invito alla prudenza nonché un monito alla spavalderia. Il medaglione sottostante dice: "quae supra nos nihil ad nos" (it.: "ciò che è sopra di noi non è per noi"), che punta a inibire quanti aspirano a conoscere cose al di sopra delle capacità umane. Seguono il povero e il ricco a cavallo che dovrebbe rappresentare l'avidità. L'emblema sottostante dice: "aere quadnoque salutem redimendam" (it.: "talvolta col denaro si ottiene la salvezza"), che loda quanti sacrificano una parte dei propri averi per preservare un bene di importanza superiore.

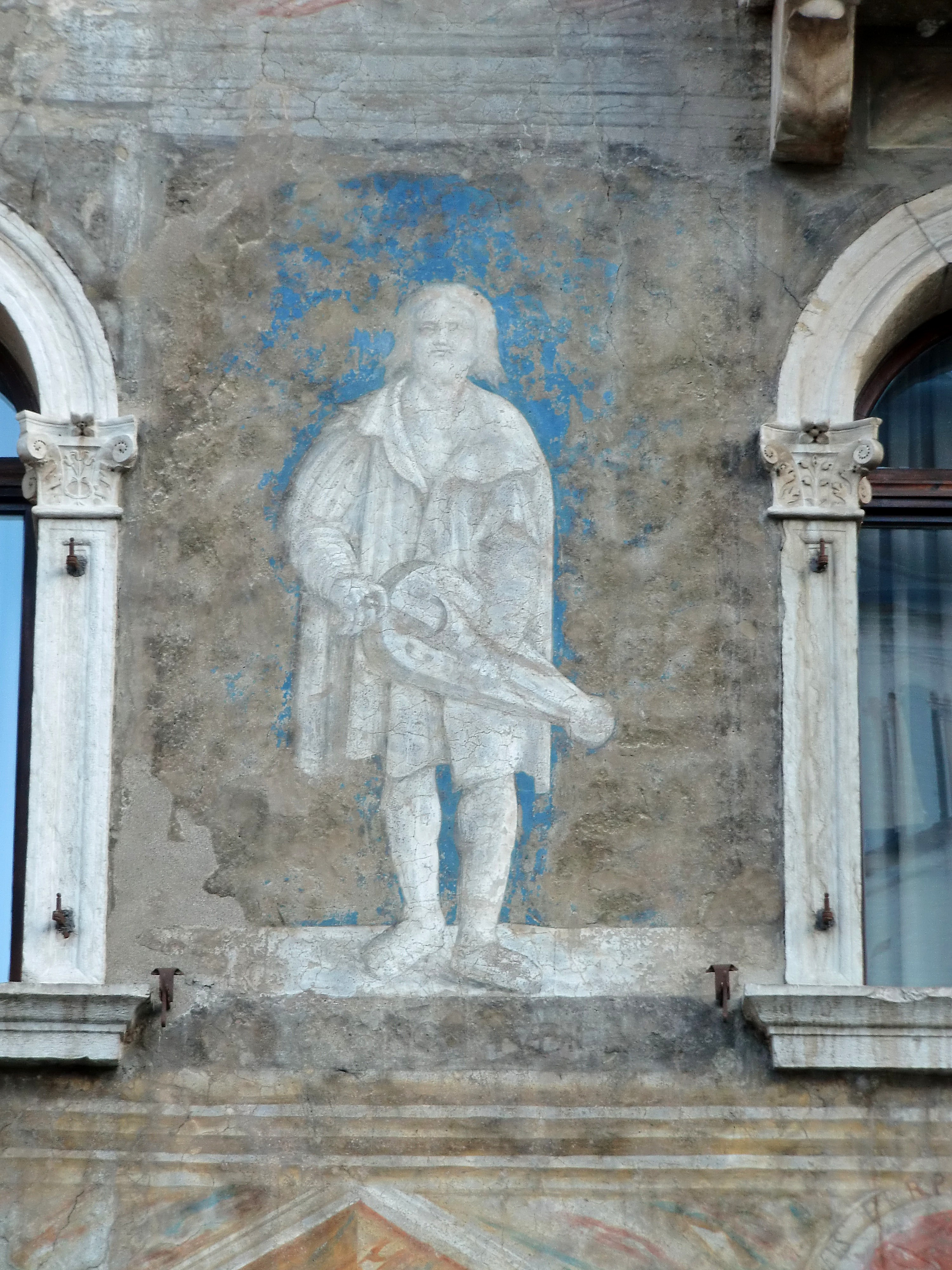
Il musico

Segue la Spada di Damocle metafora contenuta nel Tusculanae Disputationes di Cicerone con la quale si suole indicare l'imminenza di un pericolo dovuto all'assunzione di una grande responsabilità. Nell'episodio, Dionigi alla destra del tavolo, chiede a Damocle di scambiarsi i ruoli in modo da potersi rendere conto di persona della difficoltà del ruolo politico. Il medaglione sottostante dice: "nec questioni quidem cedendum" (it.: "non si deve cedere neppure alla tortura"), che incita all'eroismo dei martiri.
Segue il Musico con uno strumento a corda, la ghironda, con il manico rivolto in basso. Il medaglione dice: "ex arduis perpetuum nomen" (it.: "dalle ardue imprese eterno nome") che considera la gloria che si acquista grazie alle imprese ardite.

### Seconda fascia
Nella seconda fascia, all'angolo con via Belenzani, si scorge una "figura femminile con ali e coda di serpente" il cui significato simbolico o allegorico è discusso.. Una vecchia ipotesi la identifica con Gerione, il mostro mitologico con la testa da donna e il corpo di serpente, uno dei personaggi delle dodici fatiche di Ercole. Viveva nell'isola di Eritea (Marocco?) e possedeva dei magnifici buoi che causavano l'invidia di tutti. Nella mitologia classica Gerione rappresenta la sintesi della forma (gestalt) nelle proprie emanazioni spirituali, psichiche e fisiche (pneuma, psiche e physis). Nella Divina Commedia, Gerione è collocato accanto agli usurai nel terzo girone del settimo cerchio. Il medaglione sottostante riporta la scritta: "dives indoctus" (it.: "il ricco ignorante"; l'emblema ironizza sugli uomini ricchi ma poveri di spirito).
L'identificazione della figura con Gerione, tuttavia, è stata di recente scartata. Potrebbe trattarsi di un dracontopode ("essere con piedi di serpente"), una lamia – Angelo Poliziano, nel 1492, scrisse che le lamie volano "come vespe dopo lasciato il pungiglione nella ferita", con riferimento alla maldicenza e al pettegolezzo – oppure Melusina con le ali e la parte inferiore del corpo in forma di serpente.
Segue il carro della fortuna con Diana che stringe una ruota preceduta da due renne. Nei Tarocchi il carro rappresenta la Vittoria. Da notare i due volti contrapposti della dea, uno in chiaro l'altro in scuro, e la grossa sfera sulla quale è assisa che rappresenta il mondo. Sono tre i medaglioni sottostanti. Il primo dice: "in avaros conditio" (it.: "contro gli avari"); è un'ammonizione contro l'avarizia che rende gli uomini più crudeli. Il secondo dice: "in deo laetandum" (it.: "lodando Dio"), che è un invito all'unione mistica dell'anima umana per mezzo dell'amore spirituale. Il terzo dice: "mutuum auxilium" (it.: "aiuto reciproco"), che ricorda il vincolo di solidarietà sociale che deve unire gli uomini.
Seguono l'Occasio e la Nemesi. L'iscrizione del medaglione sottostante dice: "aliquid mali propter vicinum malum" (it.: "si può ricevere del male per un cattivo vicino"), che è un monito agli uomini nell'avere un comportamento prudente coi più forti. A sinistra agita un coltello (a Palazzo Calepini, in via Garibaldi, è ritratto un quadro con un soggetto simile indicante Giunone e le Erinni), mentre a destra maneggia un giogo per cavalli (o forse di un paio di briglie) e sull'altra mano è poggiata una sfera. L'Occasio dovrebbe riferirsi all'opportunismo, mentre la Nemesi – in armonia con l'emblema sottostante – dovrebbe indicare "la prudenza". L'iscrizione del medaglione sottostante, infatti, dice: "remedia in arduo mala in prono esse" (it.: "i rimedi nel difficile non sono buoni nel facile") indica la semplicità con la quale gli uomini recano danni al creato e la relativa difficoltà con la quale è possibile riparare il danno.